# Хьюго Стрейндж
Хьюго Стрейндж (англ. Hugo Strange) — суперзлодей, появляющийся в американских комиксах, выпущенных DC Comics, обычно как противник супергероя Бэтмена. Персонаж впервые появился в Detective Comics #36 (февраль 1940) и является одним из первых постоянных врагов Бэтмена, появившись, к примеру, на несколько месяцев раньше, чем Джокер и Женщина-кошка. Хьюго Стрейндж является также первым злодеем в серии про Бэтмена, выяснившим истинную личность героя.

## Биография персонажа

### До кризиса
Хьюго Стрейндж впервые появляется как учёный, который использует украденную машину для создания «концентрированных молний», чтобы создавать каждую ночь завесу густого тумана, позволяющую его банде грабить банки и оставаться невидимыми. При этом он понимает, что Бэтмен рано или поздно станет для него угрозой. Бэтмен, который уже наслышан об экспериментах Хьюго Стрейнджа, начинает расследование его деятельности после того, как один из подручных доктора убивает человека. Когда его подручные арестованы, Хьюго Стрейндж планирует установить ловушку для Бэтмена на одной из своих следующих целей. Когда Бэтмен появляется, около дюжины подручных Хьюго Стрейнджа нападают на него, и, в результате борьбы, одному из них удаётся оглушить Бэтмена дубинкой. Очнувшись подвешенным за руки в логове Стрейнджа, он подвергается пыткам, в частности ударам хлыста, однако разрывает верёвки и заполняет комнату дымовой завесой, схватив Хьюго Стрейнджа, которого отправляет в тюрьму. В своём втором появлении Стрейндж сбегает из городской лечебницы с бандой преступников, а затем выпускает пятерых сумасшедших пациентов и использует их в качестве подопытных, превращая их в огромных зомбиподобных гигантских монстров путём введения мощного искусственного гормона роста, который действует на гипофиз испытуемых. Одев в пуленепробиваемую броню, Стрейндж выпускает их в город, чтобы посеять хаос в Готэм-сити, в то время как его люди продолжают грабежи. В результате этих беспорядков гигантским монстрам удаётся захватить Бэтмена и привести его к Стрейнджу, который вводит эту же экспериментальную сыворотку Бэтмену, предварительно сообщив тому, что она подействует на него через 18 часов. Оставив Бэтмена на попечении двух монстров, Хьюго Стрейндж занялся своими делами, но Бэтмен перехитрил их и заставил перебить друг друга, тем самым освободившись. После чего он вводит себе препарат, который предотвращает действие сыворотки доктора Стрейнджа и ограничивает ненормальную выработку гормонов в гипофизе, тем самым спасаясь от необратимой мутации. Вылечившись, Бэтмен нейтрализует всех созданных доктором монстров и губит самого доктора Хьюго Стрейнджа, однако из-за отсутствия тела у Бэтмена остаются подозрения, что сумасшедший учёный смог выжить.
Персонаж возвращается в 1970-е годы в комиксе «Проявления Стрейнджа», или «Странные проявления» (игра слов: слово «strange» — имеет значение «странный» в английском). Сумев избежать гибели в прошлый раз, доктор Стрейндж содержит частную клинику для богатых жителей Готэма, где он держит их в заложниках и подвергает экспериментам, постепенно превращая в монстров. Когда Брюс Уэйн посещает больницу, чтобы восстановиться от радиационных ожогов, которые он получил в бою с доктором Фосфором, доктор Стрейндж узнает, что Бэтмен и есть Брюс Уэйн, и пытается выставить на аукцион информацию о настоящей личности Бэтмена между главой городского совета Рупертом Торном, Пингвином и Джокером. Торн похищает Стрейнджа и избивает его, чтобы выяснить настоящую личность Бэтмена, но Стрейндж умирает ещё до того, как он смог что-нибудь рассказать. Призрак Стрейнджа возвращается и преследует Торна, сводя того с ума. Торн раскаивается и признается в своих преступлениях, после чего отправляется в тюрьму.
В комиксе Batman #356 (февраль 1983) раскрывается, что Стрейндж пережил избиение людей Торна, используя технику йоги для замедления сердцебиения. Стрейндж создал «псевдопризрака», который в итоге заставил Торна сойти с ума и сознаться в своих преступлениях. В итоге Хьюго Стрейндж пытается ослабить Брюса Уэйна используя лекарства и роботов, чтобы окончательно победить Бэтмена, однако его планы проваливаются, и доктор Стрейндж умирает при взрыве в поместье Уэйна.

### Земля-Два
В версии на Земле-Два Стрейндж также выживает после всех своих неудач, однако остаётся парализованным. После многих лет физиотерапии он разрабатывает хирургическую методику по восстановлению повреждённого тела и подкупает другого доктора, чтобы тот выполнил операцию. Из-за того, что другой доктор не обладал таким же уровнем умений, операция была сделана не совсем успешно, и тело Хьюго Стрейнджа остаётся частично парализованным. Стрейндж убивает доктора за постигшую его неудачу и использует свои разработки, чтобы поймать Стармена — Звёздного человека — и отобрать его космический жезл с целью использования его силы для того, чтобы уничтожить всё, чем дорожит Бэтмен. Пытаясь получить жезл, доктор Стрейндж создаёт портал на Землю-Один, из которой прибывает другой Бэтмен и, объединившись с Робином и Бэтвумен, побеждает Стрейнджа. Осознав, что причиной его ярости является его растраченная жизнь и покалеченное тело, доктор Стрейндж совершает самоубийство с помощью жезла. (The Brave and the Bold #182, январь 1982)

### После кризиса
В результате продолжающегося Кризиса на Бесконечных Землях Стрейндж снова появляется в серии «Бэтмен: Добыча» в качестве психиатра, приглашённого полицейским подразделением для поимки Бэтмена. Блестяще выполнив свою работу, он, тем не менее, показан как жестокий персонаж. Стрейндж был настолько поглощён личностью Бэтмена, что стал одеваться как он, когда его никто не видел. В итоге Стрейндж промыл мозги одному полицейскому офицеру и превратил того в преступника, подставив Бэтмена за похищение дочери мэра Готэма. Стрейндж узнаёт настоящую личность Бэтмена как Брюса Уэйна, однако Бэтмен разрушает планы Стрейнджа и заставляет того сомневаться в собственных выводах о личности Бэтмена.
По данным Джеймса Гордона, Стрейндж был брошенным ребёнком, выросшим в сиротских приютах. Будучи одарённым ребёнком, он отличался вспыльчивым характером. Никто не знает, как он смог попасть в колледж и в медицинскую школу после того, как вырос в сиротском приюте в нижнем Ист-Сайде Готэма, недалеко от того места, которое именуется «Адский котёл». Стрейндж стал профессором психиатрии в Государственном университете Готэма, но был отстранён от работы за его странные теории о генетических модификациях. Взяв деньги у Сала Марони, работающего на Кармайна Фальконе, Стрейндж создаёт свою лабораторию. Подкупив государственных чиновников, он начинает получать различных неизлечимо больных из лечебницы Аркхем, над которыми он проводит свои опыты.
Эксперименты Стрейнджа привели к ужасным результатам, создав гигантских и лишённых разума существ, обладающих нечеловеческой силой и инстинктами каннибализма. Полученных созданий Стрейндж передаёт криминальным боссам в качестве оплаты за деньги, полученные на лабораторию. В этот момент Стрейнджем и заинтересовался Бэтмен, который выследил его и попытался схватить, но в итоге сам был атакован подручным Хьюго Стрейнджа и брошен на съедение существам доктора. Однако у Бэтмена получается сбежать, перехитрив их. Стрейндж поражён Бэтменом и считает, что нашёл генетически идеального человека, которого мечтает получить для опытов. Получив образец крови Бэтмена, Стрейндж создаёт ещё одного монстра, но этот монстр, в отличие от предыдущих, лишён многих недостатков предыдущих работ Стрейнджа. В битве в лаборатории Бэтмен уничтожает её и убивает всех монстров доктора, при этом сам доктор успевает сбежать и сохранить своё инкогнито, уничтожив всю связь между собой и криминальными боссами. Будучи уверенным, что эту связь невозможно восстановить, доктор Хьюго Стрейндж начинает появляться на телевидении как эксперт по Бэтмену.
По причине работы Хьюго Стрейнджа в качестве психологического эксперта Джеймс Гордон получает приказ сформировать группу для поимки Бэтмена, в то время как доктор Стрейндж работает над выяснением личности Бэтмена. Придя к выводу, что личность Бэтмена — это Брюс Уэйн, Хьюго Стрейндж пытается подставить его, одевшись в костюм Бэтмена и похитив дочку мэра. При этом он промывает мозги специальной команде, которая была сформирована для поимки Бэтмена, и превращает их в преступную группу. Пытаясь вывести Бэтмена из себя, он создаёт записи, где Томас и Марта Уэйны обвиняют Брюса в своей смерти, однако Бэтмен выдерживает психологическое давление и уловки доктора, что в свою очередь заставляет Стрейнджа начать сомневаться, что он верно смог определить личность Бэтмена. В итоге Бэтмен ловит Стрейнджа и передаёт его полиции, однако тот сбегает из-под стражи. При побеге в него дважды стреляют полицейские, и тот, будучи тяжело раненным, падает в реку. Несмотря на то, что его тело так и не было обнаружено, полицейские предполагают, что он не смог бы выжить.
Однако Стрейндж возвращается и объединяется с другими врагами Бэтмена. Он начинает сотрудничать с Пугалом и использует его как инструмент для поимки Бэтмена.

## В других медиа

### Телевидение

Хьюго Стрейндж в мультсериале «Бэтмен»

- Хьюго Стрейндж фигурирует в мультсериале «Бэтмен». Во 2 сезоне он становится главным врачом лечебницы «Аркхем». Сначала он предстаёт здравомыслящим психиатром. Позже выясняется его научное пристрастие к Бэтмену и другие ненормальные наклонности. В конце третьего сезона он создаёт компьютерную программу D.A.V.E., основанную на умах преступников, которая выходит из под контроля. Когда Бэтмен побеждает машину, он окончательно убеждается в том, что Стрейндж преступник. Далее психиатра уже самого отправляют на лечение.
- Профессор Хьюго Стрейндж впервые появляется во втором сезоне телесериала «Готэм», где его играет Би-Ди Вонг.[10][11] Он играет роль молодого профессора и главного психиатра лечебницы Аркхем, участвуя в её руководстве. Стрейндж работает в «Индиан Хилл», секретном подразделении «Уэйн Энтерпрайзис[англ.]», которое проводит различные негуманные опыты на попавших в клинику людях. Он впервые появляется в серии «Рассвет злодеев: Мистер Фриз», где он знакомится с последним гостем Аркхема — Освальдом Кобблпотом, известным как Пингвин. После работы с Освальдом Хьюго Стрейндж использует секретный лифт, чтобы попасть в подземную часть лечебницы, где и проводит опыты «Индиан Хилл». Его помощница Этель Пибоди сообщает ему о статусе ведущихся экспериментов. В эпизоде «Гнев злодеев: Мертвец не чувствует холода» Хьюго Стрейндж продолжает терапию над Освальдом Кобблпотом, всё больше манипулируя сознанием Пингвина. Параллельно с этим, используя то, что Нора Фрис попадает в больничный блок лечебницы, доктор Стрейндж помогает Виктору Фрису забрать её в обмен на контейнер с реагентом A-16, который позволяет делать мгновенную заморозку и используется в оружии Мистера Фриза. После попытки самоубийства Виктора Фриса его доставляют в больницу Аркхема и Хьюго Стрейндж сообщает всем, что Виктор скончался. На самом же деле он переводит Виктора на подземный этаж в специальную комнату, где поддерживается отрицательная температура, и сообщает Виктору, когда тот очнулся, что он теперь не сможет жить в температурах выше нуля. Кроме того, он сообщает Виктору, что его инженеры дорабатывают для него охлаждающий костюм, чтобы Виктор не был прикован к комнате с отрицательной температурой. В следующей серии профессор Хьюго Стрейндж продолжает эксперименты над Пингвином, пока окончательно не лишает его черт конфликтности и агрессивности, после чего выдаёт ему справку о полном восстановлении и отпускает на волю, сообщив своей помощнице Этель Пибоди, что у него имеются далеко идущие планы на Пингвина.

### Видеоигры
- Стрейндж появляется как злодей и как персонаж, за которого можно сыграть в мини-игре «Охота злодея» на Nintendo DS версии Lego Batman: The Videogame.
- Стрейндж появляется в камео в Injustice: Gods Among Us — как один из многих злодеев, находящихся в лечебнице Аркхем.
- Хьюго Стрейндж выступает в Batman: Arkham City как один из главных злодеев.